# John Carpenter’s Cigarette Burns
John Carpenter’s Cigarette Burns ist die 8. Episode der 1. Staffel der Fernsehserie Masters of Horror, die von 2005 bis 2007 in den USA produziert wurde. In dieser Episode führte John Carpenter Regie und sie wurde am 16. Dezember 2005 in den USA erstmals ausgestrahlt.

## Handlung
Kirby Sweetman ist Besitzer eines Kinos und hat ein Händchen für das Aufspüren seltener und obskurer Filme. Diese Fähigkeit will der Millionär Mr. Bellinger nutzen, um sich einen speziellen Film zu beschaffen. Das kommt Kirby Sweetman gelegen, denn er hat Schulden bei einem Mann, mit dem er eine tragische Vergangenheit teilt. 
Der  Film, den Sweetman aufspüren soll, heißt „La Fin Absolue du Monde“ (deutsch: Das absolute Ende der Welt) von Hans Backovic. Dieser Film wurde bislang nur einmal gezeigt; die Vorführung endete in einem Blutbad und einem Brand im Kino. Es hieß, der Film habe die Zuschauer verrückt gemacht. 
Trotzdem beginnt Sweetman die Suche und je näher er dem Film kommt, desto furchtbarer werden die Ereignisse und desto bedrohlicher die Anzeichen für ein schlimmes Ende.

## Veröffentlichung
Im Jahre 2006 wurde diese Episode in zwei Versionen (gekürzt/ungekürzt) durch Splendid Entertainment auf DVD in deutscher Sprache veröffentlicht.